# Фуюаньський десант
Фуюаньський десант — тактичний річковий десант, висаджений кораблями радянської Амурської флотилії флотилії в часі проведення Маньчжурської операції.

## Задум операції
Розташоване на правому, південному березі Амура (вище за течією від Хабаровська) селище Фуюань було підготовлене для тривалої оборони і являло собою великий укріплений вузол Квантунської армії.
Оволодіння Фуюанем було поставлено як першочергове для підрозділів 15-ї радянської армії 2-го Далекосхідного фронту в плані Маньчжурської стратегічної операції і її складової частини — Сунгарійської наступальної операції. Для здійснення десантного завдання залучалися сили Амурської флотилії в тісній взаємодії з армійськими частинами.

## Здійснення десанту
У перший день наступу вранці 9 серпня 1945 року 2-га бригада річкових кораблів (командир — капітан 1-го рангу Л. Б. Танкевич) Амурської флотилії за артилерійської підтримки моніторів, бронекатерів, встановлених на катерах реактивних мінометів і під прикриттям винищувачів Як-9 висадила в районі Фуюаньських укріплень 630-го стрілецького полку. Висадка здійснювалася при сильній протидії противника, який провадив гарматний і кулеметний вогонь з дзотів.
Перші бронекатери на повному ходу підійшли до пристані Фуюаня та висадили десантників на причал; за ними до пристані підійшов канонерський човен «Пролетар» (командир — старший лейтенант Сорнєв Ігор Андрійович), який під потужним обстрілом сам вів безперервний артилерійський вогонь по японським укріпленням і висадив 274 десантники; в числі десанту був і зведений загін моряків флотилії.
Бій у місті і його околицях носив виключно завзятий і запеклий характер. Старшина 1-ї статті Голубков Микола Миколайович першим увірвався в дзот противника і закидав перебуваючих там гранатами, але і сам при цьому отримав смертельне поранення. Цим забезпечив успішну атаку підрозділу. За потужної артилерійської підтримки кораблів і безперервної авіаційної підтримки було здіснено зайняття або знищення десантниками основних японських укріплень.

## Наслідки
В результаті дій кораблів і десантників станом на 16:00 9 серпня Фуюань був повністю зайнятий радянськими силами. У бою було ліквідовано 70 японських солдатів, 102 поранено і 150 полонені. Захоплені значні трофеї, в тому числі 5 складів і 1 сторожовий катер; на південний берег Амура почалася переправа військ 15-ї армії. Перед радянськими військами і кораблями відкрився шлях вгору по річці Сунгарі вглиб території Маньчжурії.
Радянські втрати склали 27 осіб убитими та 51 пораненими.
Звання Героїв Радянського Союзу присвоєно старшому лейтенанту І. А. Сорнєву, командиру стрілецького взводу лейтенанту С. С. Шахматову, посмертно — старшині 1-ї статті М. М. Голубкову, на місці загибелі його встановлено пам'ятник.
Канонерський човен «Пролетар» отримав гвардійський військово-морський прапор.